# Бигелоу, Джон
Джон Бигелоу (25 ноября 1817, Молден, Нью-Йорк, США — 19 декабря 1911) — американский журналист, дипломат и политик.

## Биография
В 1835 году окончил Юнион-колледж. В 1839 году стал адвокатом города Нью-Йорка, но вскоре посвятил себя исключительно журналистике. Первоначально принадлежал к Демократической партии, но в 1848 году, став убеждённым аболиционистом, вышел из её состава, присоединившись к Партии свободной земли. Вступил в 1849 году в качестве соучастника и соредактора в редакцию бриантовой «New-York Evening Post», где работал до 1861 года. Этот орган был обязан своим процветанием главным образом Бигелоу. В 1856 году вступил в Республиканскую партию.
В 1861 году президент Линкольн назначил его консулом Соединённых Штатов в Париже, в 1865 году он был там же назначен послом. Бигелоу действовал на этом тогда в высшей степени трудном посту, вследствие вмешательства Франции в дела Мексики, очень умело и успешно. По возвращении в Нью-Йорк Бигелоу редактировал долгое время «New-York Times», но затем отказался от журналистики, провёл около трёх лет в Германии и по возвращении вновь присоединился к Демократической партии, с 1872 по 1876 год был статс-секретарём Нью-Йорка, в 1876 году был руководителем президентской кампании демократа Сэмюэля Тилдена. Был активным сторонником строительства Панамского канала.
Отец Поултни Бигелоу. Был женат на Джейн Тунис Поултни; всего у них было восемь детей.